# Choi Chung-min
Choi Chung-min (en coreano: 최정민, romanizado: 崔貞敏; Taedong, Corea japonesa; 30 de agosto de 1930 – Seúl, Corea del Sur; 8 de agosto de 1983) fue un futbolista y entrenador de fútbol de Corea del Sur que jugaba en la posición de delantero.

## Carrera

### Club
Jugó toda su carrera con el ROK Army CIC de 1952 a 1963, equipo con el que fue dos veces campeón nacional y ganó la copa local en seis ocasiones, y es actualmente catalogado como uno de los más grandes delanteros de Asia de los años 1950.

### Selección nacional
Jugó para Corea del Sur de 1953 a 1961, con la que anotó 22 goles en 47 partidos.
Participó en la Copa Mundial de Fútbol de 1954 en Suiza, ganó dos veces la Copa Asiática y fue dos veces medallista de plata en los Juegos Asiáticos.

### Entrenador
| Periodo   | Club          |
| --------- | ------------- |
| 1967–1968 | Yangzee FC    |
| 1977      | Corea del Sur |

## Logros

### Club
ROK Army CIC
- Korean National Championship (2): 1957, 1959[5]
- Korean President's Cup (6): 1952, 1953, 1956, 1957, 1959, 1961[6]

### Selección nacional
- AFC Asian Cup (2): 1956, 1960
- Asian Games

-  1954, 1958